# Ebba von Rosen
Ebba Johanna Augusta Amalia von Rosen, född 19 maj 1833 i Stockholm, död 16 oktober 1882 i Stockholm, var en svensk hovfunktionär som var hovdam hos drottning Sofia av Sverige och Norge mellan 1865 och 1882.

## Biografi
Ebba von Rosen var dotter till översten och kammarherren greve Gustaf Fredrik von Rosen (1803–1871) och grevinnan Sofia Lovisa Augusta Piper (1809–1884) samt syster till Azel, Conrad, August och Gustaf von Rosen. Hon gifte sig aldrig. 
Ebba von Rosens far var hovmarskalk hos änkedrottning Desideria 1844–1860. Hon blev hovfröken hos Sofia 1865, och befordrades till kammarfröken sedan Sofia blivit drottning 1872. Hon var Sofias favorit, gunstling och personliga vän och förtrogna. 
Ebba von Rosen beskrivs som en av de tre hovdamer som stod närmast Sofia och som assisterade henne i hennes strävan att leva ett kristet liv efter sin religiösa omvändelse 1878 och som ofta fick förtroendet att läsa ur bibeln under andaktsstuderna; de övriga två var Ida Wedel-Jarlsberg och Märta Eketrä. Hon var dessutom invigd i Sofias privata hemliv och agerade som hennes rådgivare och förmedlare av hennes personliga intressen. Ebba von Rosen är begraven på Norra begravningsplatsen utanför Stockholm.